# Haematocleptes terebellidis
Haematocleptes terebellidis är en ringmaskart som beskrevs av Axel Wirén 1886. Haematocleptes terebellidis ingår i släktet Haematocleptes, och familjen Oenonidae. Arten är reproducerande i Sverige.